# 1-Chlorhexan
1-Chlorhexan ist eine chemische Verbindung des Chlors aus der Gruppe der aliphatischen, ungesättigten Halogenkohlenwasserstoffe.

## Gewinnung und Darstellung
1-Chlorhexan kann durch Reaktion von Hexylalkohol mit Salzsäure oder Thionylchlorid gewonnen werden.

## Eigenschaften
1-Chlorhexan ist eine farblose Flüssigkeit mit aromatischem Geruch, die sehr schwer löslich in Wasser ist.

## Verwendung
Durch Reaktion von 1-Chlorhexan mit Kaliumfluorid in Ethylenglycol kann 1-Fluorhexan gewonnen werden, durch Reaktion mit Benzol und Aluminiumtrichlorid 2-Phenylhexan.

## Sicherheitshinweise
Die Dämpfe von 1-Chlorhexan können mit Luft ein explosionsfähiges Gemisch (Flammpunkt 26 °C, Zündtemperatur 204 °C) bilden.